# ورغهان (ورغاهان)
ورغهان (بالفارسية: ورگهان) هي منطقة سكنية تقع في إيران في قسم ورغاهان الریفي. يقدر عدد سكانها بـ 960 نسمة .